# Wilhelm Magnus
Wilhelm Magnus (alemany: Hans Heinrich Wilhelm Magnus)  (Berlín, 5 de febrer de 1907 - Nova York, 15 d'octubre de 1990) va ser un matemàtic alemany emigrat als Estats Units.
Magnus va acabar els estudis secundaris el 1925 a Tubinga i aquest mateix any va començar estudis universitaris de física a la universitat de Tübingen. Aviat va veure que tenia més interés per les matemàtiques que per la física i, l'any següent, es va matricular a la universitat de Frankfurt en la qual va obtenir el doctorat el 1931 sota la direcció de Max Dehn. Després de ser assistent a la universitat de Göttingen un curs, va ser assignat a la universitat de Frankfurt, on va estar entre 1933 i 1938. El 1939 va ser destinat a la universitat de Königsberg, però el seu rebuig d'ingressar al partit nazi va fer que no obtingués cap plaça docent durant la Segona Guerra Mundial, havent de treballar per a la industria privada o pels organismes científics militars. Acabada la guerra va ser professor breument a Göttingen i a Königsberg i el 1948 va emigrar als Estats Units per participar al projecte editorial Bateman, mentre era professor auxiliar a Caltech. El 1950 va ser nomenat professor de l'Institut Courant de Ciències Matemàtiques de la universitat de Nova York en el qual va romandre fins al 1973. Els cinc anys següents encara va ser professor a la universitat politècnica de Nova York. Va morir el 1990 a l'estat de Nova York.
Va publicar vuit llibres i una cinquantena d'articles científics en els camps de la teoria de grups, àlgebres de Lie, equacions diferencials i funcions especials.